# TABU
Pour les articles homonymes, voir Tabu (homonymie).
 (décembre 2016).
Si vous disposez d'ouvrages ou d'articles de référence ou si vous connaissez des sites web de qualité traitant du thème abordé ici, merci de compléter l'article en donnant les références utiles à sa vérifiabilité et en les liant à la section « Notes et références ».
Albums de Christine Ott
Only Silence Remains
(2016)
TABU est le troisième album solo de Christine Ott. Cet album est la bande originale imaginée sur le film Tabu de Murnau et Flaherty, création qu'elle donne régulièrement en ciné-concert.

## Liste des titres
1. First Chapter - Paradise
2. Reri
3. Consolation
4. Course vers la mer
5. Hitu, la grande montagne
6. Sorrow / Lover's Dance
7. The Warning
8. Paradise Lost
9. Oriental Dance
10. Mandat d'arrêt / La Perle
11. Hitu's Appearance
12. Cursed Lagoon
13. Hitu's Shadow
14. Le Sourire de Matahi / Consolation (Var. I)
15. Comptoir chinois *
16. Consolation (Variation II) *
17. Rêve & Perle noire
18. Tempête / The Tabu

- Uniquement sur la version digitale.

Musiques par Christine Ott

## Musiciens
- Christine Ott : Ondes Martenot,  Piano, percussions
- Torsten Böttcher : Hang sur Reri, Sorrow / Lover's Dance & Oriental Dance

Mixé par Benoît Burger & Yann Arnaud, masterisé par Antoine Chabert
Artwork par Claire Brentnall & Richard Knox.